# Kasachischer Fußball-Supercup
Der Kasachische Fußball-Supercup (kasachisch Қазақстан Суперкубогы) ist ein seit 2008 ausgetragener Wettbewerb im kasachischen Fußball, bei dem zu Beginn einer Saison der kasachische Meister und der kasachische Pokalsieger der abgelaufenen Saison in einem einzigen Spiel aufeinandertreffen. 2021 wurde der Titel in einem Final-Four-Turnier ausgespielt und 2024 fand das Finale in der Türkei statt.

## Die Endspiele im Überblick
| Jahr | Spielort                   | Meister                                                                                    | Ergebnis                                                                                   | Pokalsieger                                                                                |
| ---- | -------------------------- | ------------------------------------------------------------------------------------------ | ------------------------------------------------------------------------------------------ | ------------------------------------------------------------------------------------------ |
| 2008 | Zentralstadion, Almaty     | FK Aqtöbe                                                                                  | 2:0                                                                                        | Tobyl Qostanai                                                                             |
| 2009 | keine Austragung           | keine Austragung                                                                           | keine Austragung                                                                           | keine Austragung                                                                           |
| 2010 | Astana Arena, Astana       | FK Aqtöbe                                                                                  | 2:0                                                                                        | FK Atyrau                                                                                  |
| 2011 | Astana Arena, Astana       | Tobyl Qostanai                                                                             | 1:2                                                                                        | FK Astana                                                                                  |
| 2012 | Astana Arena, Astana       | Schachtjor Qaraghandy                                                                      | 0:1                                                                                        | Ordabassy Schymkent                                                                        |
| 2013 | Astana Arena, Astana       | Schachtjor Qaraghandy                                                                      | 3:2 n. V.                                                                                  | FK Astana                                                                                  |
| 2014 | Astana Arena, Astana       | FK Aqtöbe                                                                                  | 1:0                                                                                        | Schachtjor Qaraghandy                                                                      |
| 2015 | Astana Arena, Astana       | FK Astana                                                                                  | 0:0 n. V. / 3:2 i. E.                                                                      | FK Qairat Almaty                                                                           |
| 2016 | Astana Arena, Astana       | FK Astana                                                                                  | 0:0 n. V. / 4:5 i. E.                                                                      | FK Qairat Almaty                                                                           |
| 2017 | Zentralstadion, Almaty     | FK Astana                                                                                  | 0:2                                                                                        | FK Qairat Almaty                                                                           |
| 2018 | Astana Arena, Astana       | FK Astana                                                                                  | 3:0                                                                                        | FK Qairat Almaty                                                                           |
| 2019 | Zentralstadion, Almaty     | FK Astana                                                                                  | 2:0                                                                                        | FK Qairat Almaty                                                                           |
| 2020 | Astana Arena, Astana       | FK Astana                                                                                  | 1:0                                                                                        | Qaisar Qysylorda                                                                           |
| 2021 | Türkistan Arena, Türkistan | Austragung als Final-Four-Turnier Finale: Tobyl Qostanai – FK Astana 1:1 n. V. / 5:4 i. E. | Austragung als Final-Four-Turnier Finale: Tobyl Qostanai – FK Astana 1:1 n. V. / 5:4 i. E. | Austragung als Final-Four-Turnier Finale: Tobyl Qostanai – FK Astana 1:1 n. V. / 5:4 i. E. |
| 2022 | Astana Arena, Astana       | Tobyl Qostanai                                                                             | 2:1                                                                                        | FK Qairat Almaty                                                                           |
| 2023 | Astana Arena, Astana       | FK Astana                                                                                  | 2:1                                                                                        | Ordabassy Schymkent                                                                        |
| 2024 | Mardan-Stadion, Aksu       | Ordabassy Schymkent                                                                        | 1:1 n. V. / 4:5 i. E.                                                                      | Tobyl Qostanai                                                                             |
| 2025 | Astana Arena, Astana       | FK Qairat Almaty                                                                           | 2:0                                                                                        | FK Aqtöbe                                                                                  |

## Rangliste der Teilnehmer
| Rang | Verein                | Siege | Jahr(e)                            | Teilnahmen |
| ---- | --------------------- | ----- | ---------------------------------- | ---------- |
| 1    | FK Astana             | 6     | 2011, 2015, 2018, 2019, 2020, 2023 | 10         |
| 2    | Tobyl Qostanai        | 3     | 2021, 2022, 2024                   | 5          |
| 3    | FK Aqtöbe             | 3     | 2008, 2010, 2014                   | 4          |
| 4    | FK Qairat Almaty      | 3     | 2016, 2017, 2025                   | 7          |
| 6    | Ordabassy Schymkent   | 1     | 2012                               | 3          |
| 6    | Schachtjor Qaraghandy | 1     | 2013                               | 2          |
| 7    | FK Atyrau             |       |                                    | 1          |
|      | Qaisar Qysylorda      |       |                                    | 1          |